# Sharp (cráter)

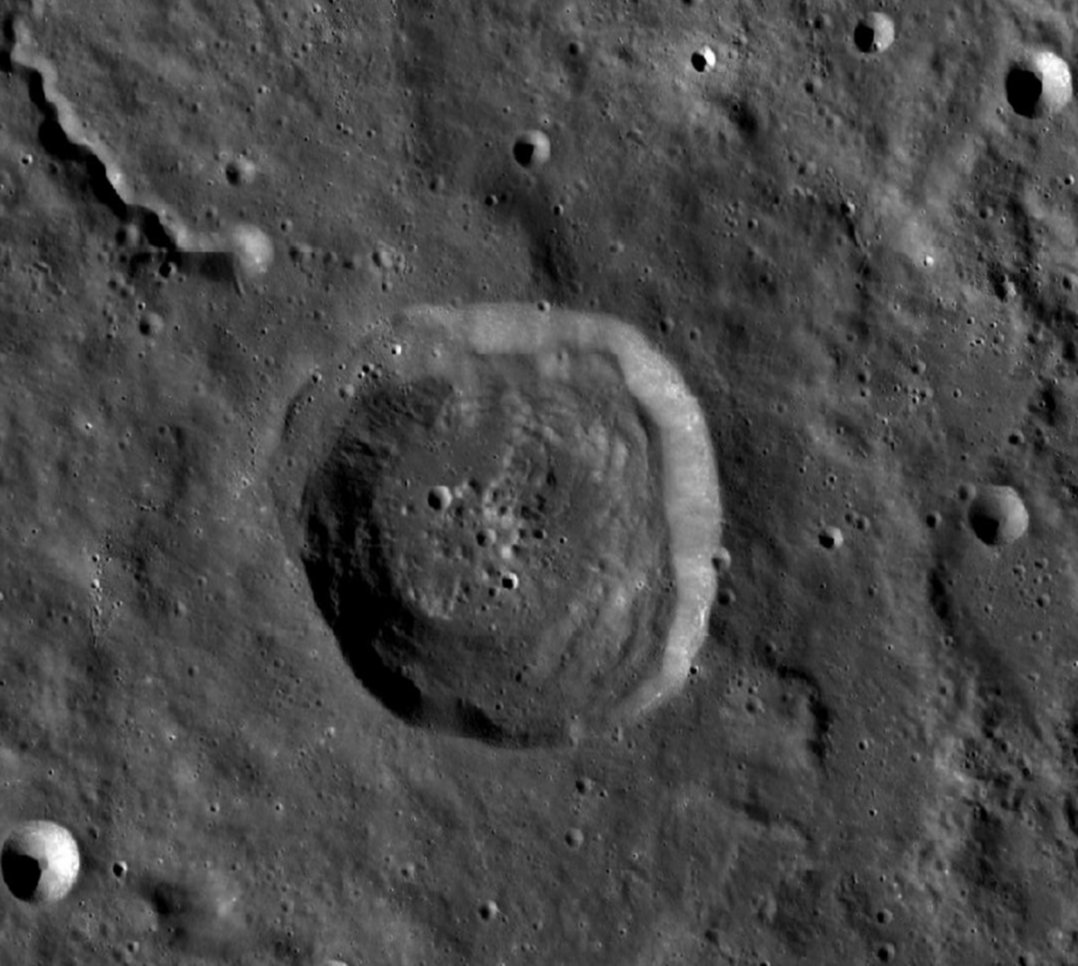
Fotografía de la misión LRO

Sharp es un cráter de impacto lunar localizado al oeste de la bahía del Sinus Iridum del Mare Imbrium, más allá de la cordillera de los Montes Jura. Al suroeste se encuentra el cráter Mairan. Debido a su ubicación y al escorzo, Sharp presenta una forma elíptica cuando se observa desde la Tierra, aunque el borde del cráter es en realidad circular.
|  |

Sharp está rodeado por una región accidentada de montes y elevacines, con una serie de crestas que se unen a los extremos norte y sur del brocal. El cráter tiene un pico central de escasa altura en el punto medio del suelo. Entre Sharp y Sharp A se localiza una rima sin denominación. Curiosamente, la Rima Sharp se encuentra muy alejada en dirección noroeste, en el Mare Frigoris.

## Cráteres satélite
Por convención estos elementos son identificados en los mapas lunares poniendo la letra en el lado del punto medio del cráter que está más cercano a Sharp.
|       | \| Sharp \| Coordenadas \| Diámetro \| \| ----- \| ----------------------------- \| -------- \| \| A \| 47°36′N 42°36′O / 47.6, -42.6 \| 17 km \| \| B \| 47°00′N 45°18′O / 47.0, -45.3 \| 21 km \| \| D \| 44°48′N 42°06′O / 44.8, -42.1 \| 8 km \| \| J \| 46°54′N 37°54′O / 46.9, -37.9 \| 6 km \| \| K \| 47°24′N 38°30′O / 47.4, -38.5 \| 5 km \| \| L \| 45°48′N 38°12′O / 45.8, -38.2 \| 6 km \| \| M \| 47°18′N 41°24′O / 47.3, -41.4 \| 4 km \| \| U \| 47°24′N 48°36′O / 47.4, -48.6 \| 6 km \| \| V \| 46°12′N 46°54′O / 46.2, -46.9 \| 7 km \| \| W \| 50°12′N 45°18′O / 50.2, -45.3 \| 4 km \| |          |
| Sharp | Coordenadas | Diámetro |
| A     | 47°36′N 42°36′O / 47.6, -42.6 | 17 km    |
| B     | 47°00′N 45°18′O / 47.0, -45.3 | 21 km    |
| D     | 44°48′N 42°06′O / 44.8, -42.1 | 8 km     |
| J     | 46°54′N 37°54′O / 46.9, -37.9 | 6 km     |
| K     | 47°24′N 38°30′O / 47.4, -38.5 | 5 km     |
| L     | 45°48′N 38°12′O / 45.8, -38.2 | 6 km     |
| M     | 47°18′N 41°24′O / 47.3, -41.4 | 4 km     |
| U     | 47°24′N 48°36′O / 47.4, -48.6 | 6 km     |
| V     | 46°12′N 46°54′O / 46.2, -46.9 | 7 km     |
| W     | 50°12′N 45°18′O / 50.2, -45.3 | 4 km     |